# Michal Hipp
Michal Hipp (* 13. března 1963) je bývalý slovenský fotbalový obránce a reprezentant Československa, později fotbalový trenér.

## Klubová kariéra
V československé lize odehrál 192 utkání a dal 18 gólů. Hrál za Plastiku Nitra (1986–1992) a Slavii Praha (1993–1994). Startoval čtyřikrát v evropských pohárech a dal zde jeden gól. Po skončení hráčské kariéry se stal trenérem, vedl MFK Petržalka či ŠK Slovan Bratislava.

## Reprezentační kariéra
Za československou reprezentaci odehrál v letech 1990–1991 pět utkání, především v kvalifikaci na Mistrovství Evropy 1992. Jednou startoval i za československé reprezentační B mužstvo. V reprezentaci samostatného Slovenska nastoupil pětkrát.

## Trenérská kariéra
V květnu 2012 se stal společně s Stanislavem Grigou trenérem A-mužstva slovenské reprezentace poté, co se slovenskému fotbalovému svazu nepodařilo angažovat z Viktorie Plzeň Pavla Vrbu. Oba trenéři byli odvoláni 13. června 2013 po remíze 1:1 s Lichtenštejnskem v kvalifikaci na MS 2014.
V lednu 2016 se stal hlavním trenérem českého prvoligového týmu FC Vysočina Jihlava. V září 2016 se po nevydařeném úvodu sezóny 2016/17 posunul do funkce asistenta, hlavním koučem byl jmenován Michal Bílek. V lednu 2017 v Jihlavě definitivně skončil.
V letech 2019–2020 opět pracoval jako asistent Michala Bílka při trénování reprezentace Kazachstánu.